# Idoyeta
Idoyeta es un despoblado español del municipio de Esteríbar, en la comunidad autónoma de Navarra.

## Toponimia
El nombre del lugar puede encontrarse escrito con las grafías Idoyeta, Ydoyeta e Idoieta.

## Historia
Hacia mediados del siglo XIX, el lugar, ya por entonces perteneciente al municipio de Esteríbar, tenía contabilizada una población de 17 habitantes. Aparece descrito en el noveno volumen del Diccionario geográfico-estadístico-histórico de España y sus posesiones de Ultramar de Pascual Madoz con las siguientes palabras:

IDOYETA: l. del ayunt. y valle de Esteribar, en la prov, y c. g. de Navarra, aud. terr. y dióc. de Pamplona (3 leg.. part. jud. de Aoiz (5): sit. en una altura bastante elevad); clima frio y saludable; combatido por el viento N. Tiene 3 casas; igl. parr. dedicada á San Pedro Apostol y servida por un cura los niños asisten á la escuela de Zubiri. El térm. confina N. y E. Gurbizar; S. Osteriz, y O. el r. Arga: dentro del mismo hay monte con arbolado. El terreno es escabroso, de mala calidad y poco fructífero. caminos: locales de herradura. El correo se recibe por el balijero del valle. prod.: trigo; avena, habas y menuzales; cria ganado lanar y cabrío, y caza de perdices. pobl.: 3 vec., 17 alm. riqueza con el valle. (V.)
(Madoz, 1847, pp. 383-384)